# Euscaphurus nikkon
Euscaphurus nikkon är en skalbaggsart som beskrevs av Vít 1977. Euscaphurus nikkon ingår i släktet Euscaphurus och familjen platthöftbaggar. Inga underarter finns listade i Catalogue of Life.